# Johannes XV.
Johannes XV. († März 996) war Papst von 985 bis 996.
Vor seinem Pontifikat war Johannes Kardinalpriester von San Vitale in Rom. Zum Kardinal ernannt wurde er durch Papst Benedikt VII. Er wurde auf Betreiben des einflussreichen römischen Patriziers Crescentius I. Nomentanus oder Johannes I. Crescentius, beides Söhne von Crescentius de Theodora, zum Papst erhoben. Der Patrizier bezeichnete sich als Herr Roms von nun an mit dem alten Kaisertitel Patricius Romanorum.
Obwohl der ihm hörige Papst ein Anhänger der Cluniazensischen Reform war, betrieb dieser Nepotismus und machte sich durch Geldgier allgemein unbeliebt. Zudem verfeindete er sich auch mit Crescentius I. Nomentanus und musste deswegen 995 in die Toskana fliehen. Dort rief Johannes den deutschen König Otto III., der inzwischen selbständig regierte, zu Hilfe und zur Kaiserkrönung nach Rom. Als Otto III. erschien, versöhnte sich der Papst wieder mit Crescentius. Johannes XV. starb kurz nach seiner Rückkehr nach Rom noch vor der Ankunft des Königs.
Nachdem das Ansehen des Papsttums im 10. Jahrhundert durch die Wirren in Rom stark gesunken war, bemühte er sich um Autorität im Ausland. So vermittelte er 991 zwischen dem englischen König Aethelred und Herzog Richard II. von der Normandie und nahm die Übereignung von Polen an den Heiligen Stuhl durch Herzog Mieszko I. entgegen. 993 nahm er mit der Heiligsprechung von Ulrich von Augsburg die erste Kanonisierung eines Heiligen durch einen Papst vor.